# Pinus lambertiana
Il pino da zucchero (Pinus lambertiana Douglas, 1827) è una specie arborea della famiglia delle Pinaceae. La prima descrizione della piante risale al 1827; il nome lambertiana è stato dato in onore del botanico inglese Aylmer Bourke Lambert.

## Descrizione
È l'albero pinaceo che può raggiungere le altezze maggiori, crescendo normalmente fino a 40-60 metri; la sua altezza massima documentata è di 81 metri; il diametro del tronco varia da 1,5 a 2,5 metri, arrivando eccezionalmente a 3,5 metri. Questa specie di Pinus fa parte del sottogenere Strobus e, come tutti i membri di questo sottogenere, ha aghi in gruppi da cinque, con un arrotondamento al termine di ogni ramo; i gruppi di aghi hanno un diametro compreso tra 6 e 11 cm. Le pigne generate da P. lambertiana sono più grandi di quelle di qualsiasi altra conifera, con dimensioni da 20-50 cm di lunghezza fino a un massimo di 66 cm. I pinoli che le costituiscono hanno una larghezza di 10-12 mm e un'altezza di 2-3 cm; la riproduzione di P. lambertiana è anemofila, con i pinoli che vengono trasportati dal vento.

## Distribuzione e habitat
È originario delle zone di montagna dell'Oregon e della California, negli Stati Uniti occidentali; si estende anche in Bassa California e in altre aree del Messico nord-occidentale: la Sierra Nevada, la Catena delle Cascate, la Catena Costiera Pacifica e la Sierra di San Pedro Mártir.

## Storia
Le popolazioni di pino da zucchero sono state seriamente minacciate dall'introduzione accidentale in Europa, attorno al 1909, dalla muffa parassita Cronartium ribicola, la quale ha colpito e portato alla morte un'ampia percentuale di esemplari di P. lambertiana, in particolare nelle aree settentrionali del suo areale; questa muffa ha attaccato e decimato anche le popolazioni di altre specie di conifere. Il Servizio Forestale degli Stati Uniti ha stilato un programma per la crescita di popolazioni di pino da zucchero e di pino bianco occidentale resistenti all'attacco da parte di C. ribicola. I semenzai appositi sono stati allestiti in piena foresta.

## Galleria d'immagini

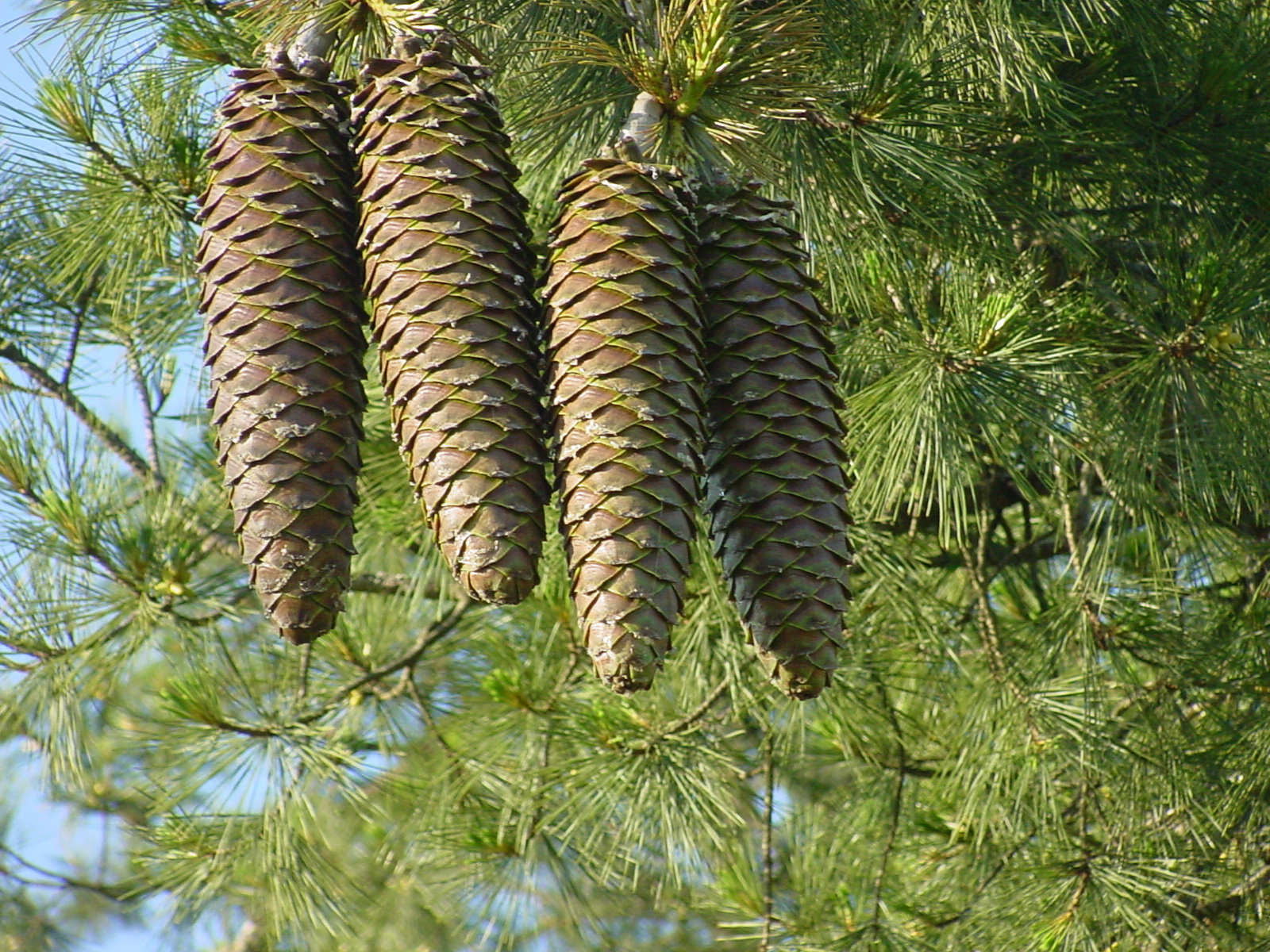
Strobili e aghi di P. lambertiana
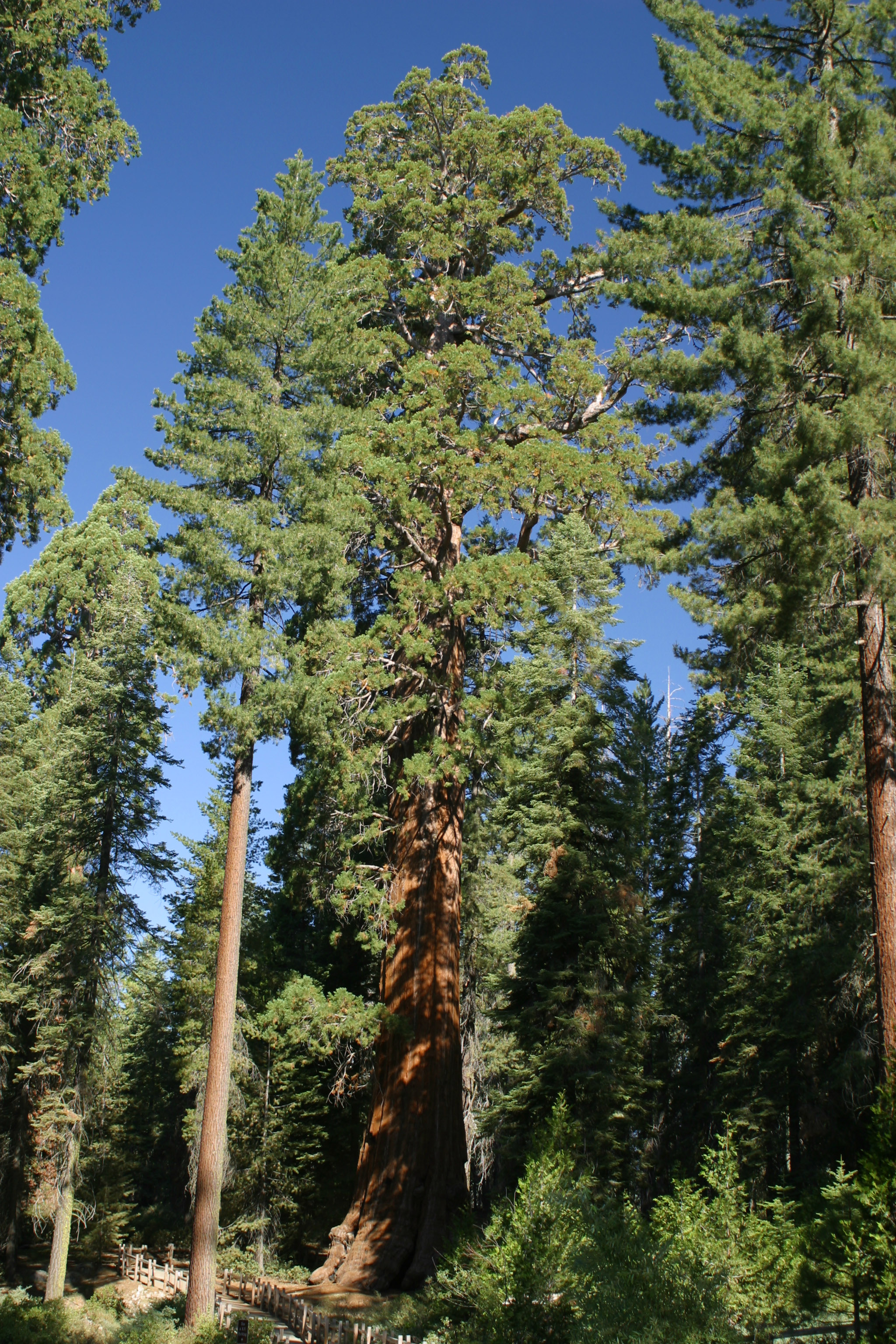
Esemplari di P. lambertiana in una foresta mista di conifere in Sierra Nevada (Messico)